# ジェボン・エバンス
マラカイ・ジェファーズ（Malachi Jeffers, 2004年4月29日 - ）は、アメリカ合衆国ノースカロライナ州グリーンズボロ出身のプロレスラー。WWEにてジェボン・エバンス（Je'Von Evans）のリングネームで所属。

## 経歴

### キャリア初期
2018年、デッドロック・プロレスリングにてジェイ・マラカイのリングネームでデビュー。DPW世界王座を戴冠した。

### WWE
2023年11月2日にWWEと契約し、NXT所属となる 。
2024年2月16日、NXTレベルアップにてジェボン・エバンスのリングネームで初登場し、シングルマッチでブルックス・ジェンセンに敗れた。4月9日のNXTにてテレビ初登場を果たし、シングルマッチでスクリプツに勝利した。翌週には当時のNXT王者であったイリヤ・ドラグノフとシングルマッチを行い敗れたが、試合後にはドラグノフと握手し、健闘を称え合った。また、トリック・ウィリアムズと協力するようになり、ウィリアムズは後にドラグノフに勝利してNXT王座を戴冠した。6月18日、ウィリアムズの持つNXT王座への挑戦者を決める25人バトルロイヤルで優勝し、7月7日のPPV『NXTヒートウェイブ』での挑戦が決まった。
2025年4月、スタンド&デリバーのメインイベントで3way形式でNXT王座戦に挑戦。しかしトリック・ウィリアムと共にオバ・フェミに敗れ、王座獲得に失敗した。

## 獲得タイトル
デッドロック・プロレスリング
- DPW世界王座：1回
- カロライナ・クラシックトーナメント優勝：1回（2023年）

ファイアースター・プロレスリング
- FSPWヘビー級王座：1回
- FSPWサウスイースタン王座：1回
- FSPWタッグチーム王座：1回

w / ジャクソン・ドレイク
プレミア・レスリング・フェデレーション
- PWFタッグチーム王座：2回

w / ジャクソン・ドレイク